# Двиноса
Двиноса (бел. Дзвінаса) — река в Беларуси, протекает по территории Минской области, левый приток реки Вилия. Длина реки — 54 км, площадь водосборного бассейна — 614 км², средний наклон водной поверхности 1,2 ‰, средний расход воды в устье 4,3 м³/с.
В гидрониме Двиноса вычленяются корневая основа Двин- и суффикс -ос- из древнего географического термина ас — «река». Такой термин известен сегодня, в частности, в хантыйской гидронимии. Географический термин ас в эстонском языке означает «влажный луг», в венгерском — «долина, низина». Вероятно, корневая основа Двин- была использована переселенцами с Западной Двины.
Река берёт начало у деревень Замостье и Комаровка. В верховьях также именуется Сытницей. Исток лежит на водоразделе Чёрного и Балтийского морей, рядом с истоком Двиносы лежат верховья реки Цны (приток Гайны). Генеральное направление течения — северо-запад. Почти всё течение реки проходит по Логойскому району, заключительные несколько километров течения образуют его границу с Вилейским районом.
Река течёт в пределах Минской возвышенности. Долина почти не выражена. Пойма двусторонняя, преимущественно заболоченная (особенно в нижнем течении), шириной 100—150 м. Русло в верхнем течении на протяжении 3,3 км канализировано, его ширина в межень 5-15 м. Берега крутые. Используется как водоприемник мелиоративных каналов. В нижнем течении резко возрастает извилистость русла, река образует многочисленные старицы. Ширина реки у русла около 10 метров, скорость течения — 0,3 м/с.
Основные притоки — Вейнка, Ночеиха, Рудавка, Малка (правые); Дзвонка, Пущинка, Грамница, Боровлянка (левые).
Крупнейший населённый пункт на реке — посёлок Плещеницы, стоящий при впадении Малки в Двиносу. Ниже посёлка на реке образовано Плещеницкое водохранилище площадью 2,04 км². Помимо Плещениц река протекает сёла и деревни Рудня, Завишинская, Соловьёвка, Венера, Двиноса.
Впадает в Вилию у села Стахи.